# Ota Kraus
Ota Kraus (geboren am 7. September 1909 in Kloster Skalice, Bezirk Kolin, Mittelböhmen, gestorben am 10. Juli 2001) war ein jüdisch-böhmischer Schriftsteller und Journalist.

## Leben
Ota Kraus wurde als Sohn von Richard Kraus und Elisabeth, geb. Beckmannova, im Dorf Kloster Skalice geboren.
Er lernte Schlosser und wurde Radioverkäufer. Bald nach seiner Heirat mit Božena Vlasákova wurde ihr Sohn Ivan Kraus geboren. Als Radioverkäufer begann er sich im Widerstand zu engagieren und wurde im April 1940 wegen Verteilens eines Magazins von der Gestapo verhaftet. Über die Konzentrationslager Theresienstadt und Dachau kam er nach Auschwitz (November 1942 bis Oktober 1944), wo er die Häftlingsnummer 73.046 trug und mit Erich Kulka in einer Werkstatt arbeitete. Kurz vor der Verlegung in das KZ Sachsenhausen starb sein Bruder Vilém.
Er war Vater von fünf Kindern namens Ivan, Eliška, Michael, Jan und Kateřina.
Nach dem Zweiten Weltkrieg lebte er in Prag und beschäftigte sich als Journalist und Schriftsteller mit dem Thema Holocaust.

## Werke
- Mit Erich Kulka: Die Todesfabrik. Aus dem Tschechischen übersetzt von Zora Weil-Zimmering. Kongress, Berlin 1957.
- Mit Erich Kulka, Hanna Tichy: Massenmord und Profit. Die faschistische Ausrottungspolitik und ihre ökonomischen Hintergründe. Dietz, 1963.